# Magnesiohulsita
La magnesiohulsita és un mineral de la classe dels borats que pertany al grup de la pinakiolita. El seu nom fa referència al fet que és l'anàleg mineral amb magnesi de la hulsita. A més, també és l'anàleg amb Fe3+ de l'aluminomagnesiohulsita.

## Característiques
La magnesiohulsita és un borat de fórmula química Mg₂Fe3+O₂(BO₃). Cristal·litza en el sistema monoclínic en cristalls en forma d'agulles, allargats al llarg de [010], que mesuren fins a 0,4 mm, agregats en flocs. La seva duresa a l'escala de Mohs és 6.
Segons la classificació de Nickel-Strunz, la magnesiohulsita pertany a «06.AB: borats amb anions addicionals; 1(D) + OH, etc.» juntament amb els següents minerals: hambergita, berborita, jeremejevita, warwickita, yuanfuliïta, karlita, azoproïta, bonaccordita, fredrikssonita, ludwigita, vonsenita, pinakiolita, blatterita, chestermanita, ortopinakiolita, takeuchiïta, hulsita, aluminomagnesiohulsita, fluoborita, hidroxilborita, shabynita, wightmanita, gaudefroyita, sakhaïta, harkerita, pertsevita-(F), pertsevita-(OH), jacquesdietrichita i painita.

## Formació i jaciments
La magnesiohulsita va ser descoberta l'any 1983 en el dipòsit de Sn-Fe Qiliping (Hunan, Xina)
en un dipòsit de borat de magnesi skarn en el contacte entre granit i roques de calcita-dolomita. També ha estat trobada al dipòsit Iten'yurginskoye, al Districte autònom de Txukotka (Districte Federal de l'Extrem Orient, Rússia). Sol trobar-se associada a altres minerals com: szaibelyita, kotoïta, fluoborita, ludwigita estannífera, sakhaïta, dolomita i calcita.